# Argynnaceae
Argynnaceae es una familia de hongos con ubicación taxonómica incierta en la clase Dothideomycetes.